# Velika Paka
Velika Paka is een plaats in de gemeente Žakanje in de Kroatische provincie Karlovac. De plaats telt 61 inwoners (2001).